# Cheb
Cheb (Duits: Eger) is een stad in de Tsjechische regio Karlsbad. De stad ligt op 459 meter hoogte. Cheb ligt aan de rivier de Ohře: zowel de stad als de rivier heten in het Duits Eger.

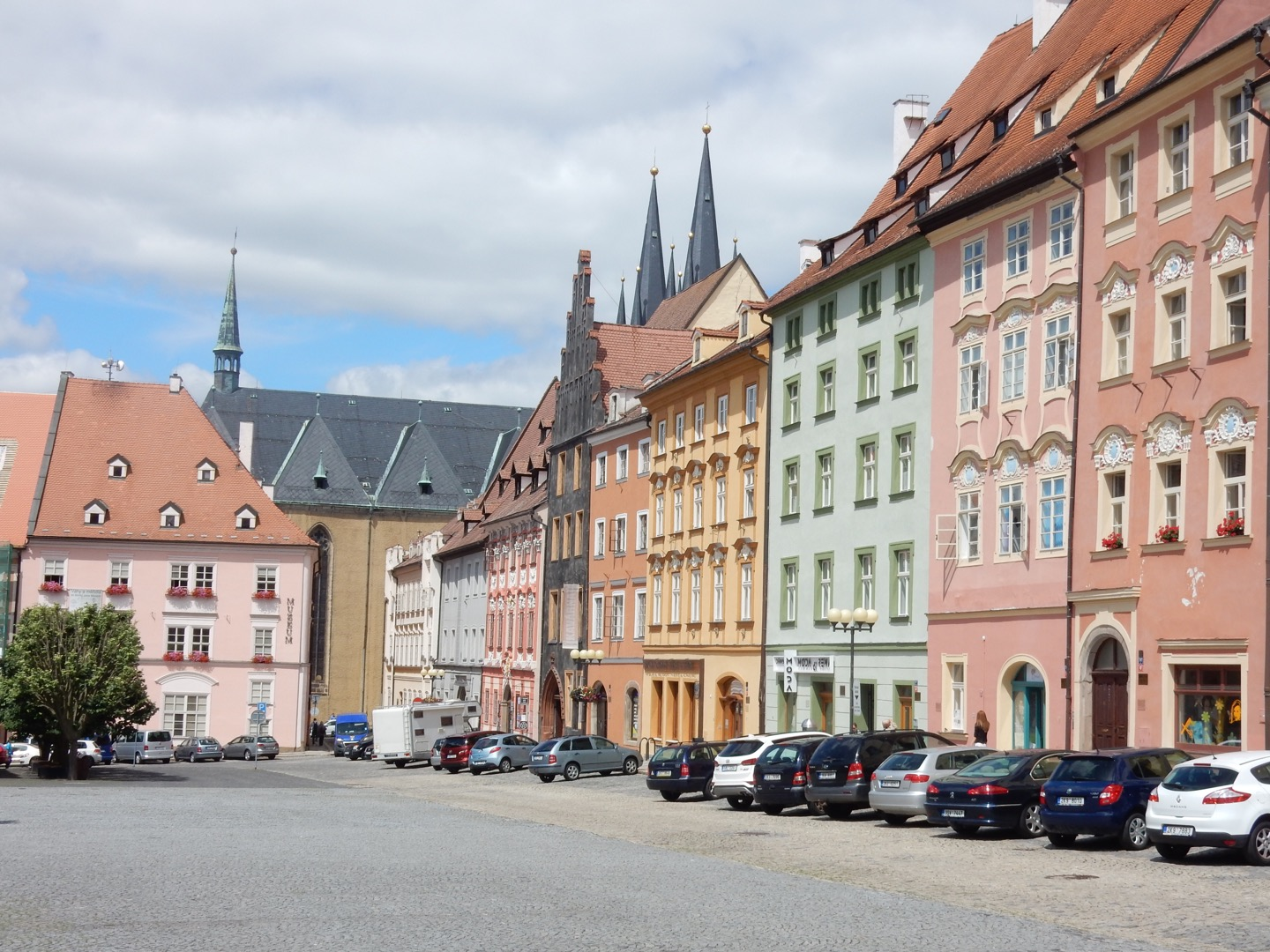
Het marktplein van Cheb

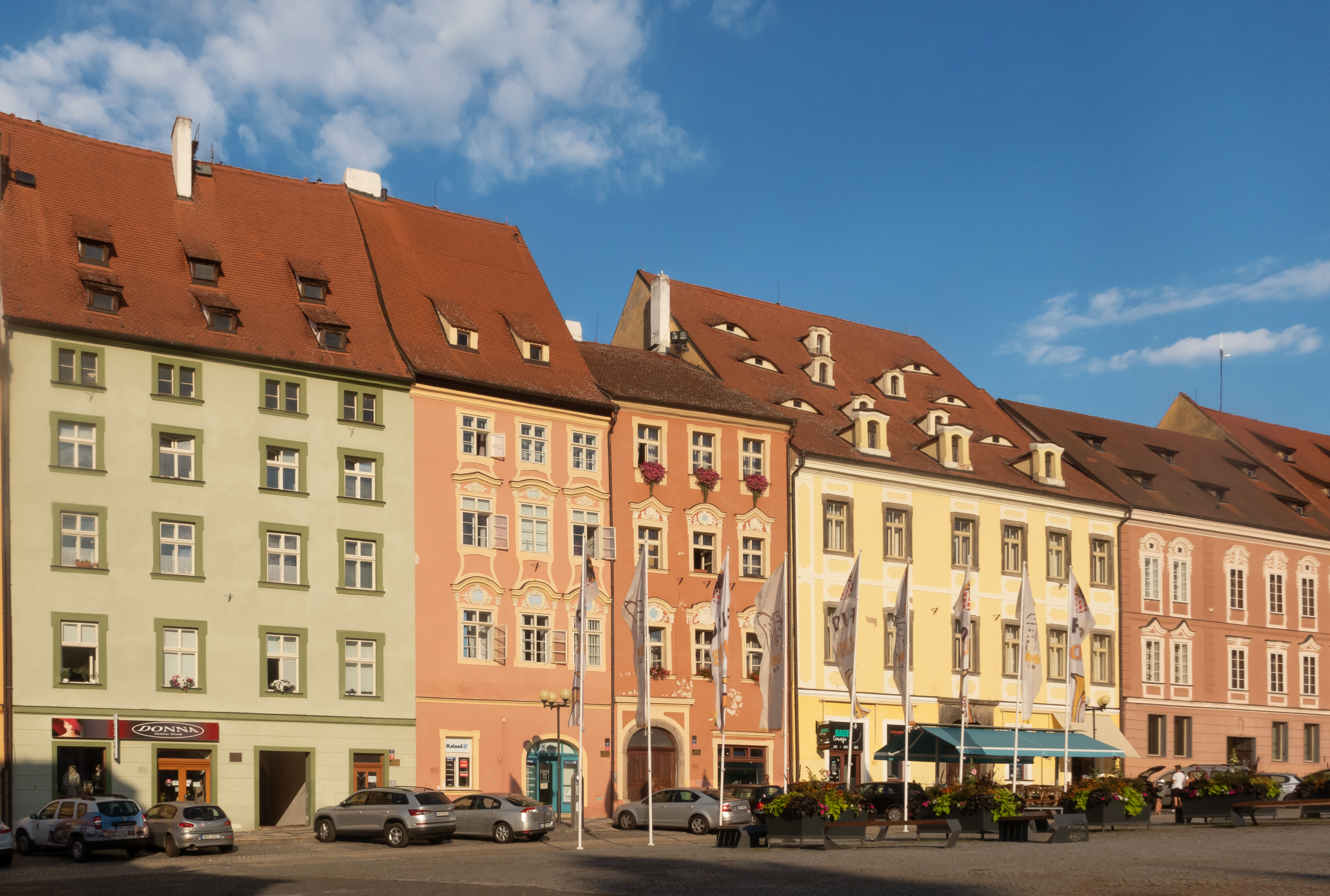
Straatzicht Náměstí Krále Jiřího z Poděbrad

## Naam
Tot aan de 14e eeuw was de naam van de stad Egra, daarna veranderde de naam in Eger. Sinds de 16e eeuw wordt de stad ook Cheb of Chba genoemd. Tot 1918 was Eger  de officiële naam van de stad, toen in het multinationale Keizerrijk Oostenrijk gelegen. In 1918 kwam Cheb daar als tweede, Tsjechische naam bij. Sinds 1945 is alleen Cheb nog over. In het Duits wordt de stad nog wel Eger genoemd. Franstaligen gebruiken in oudere literatuur Egra.

## Geschiedenis

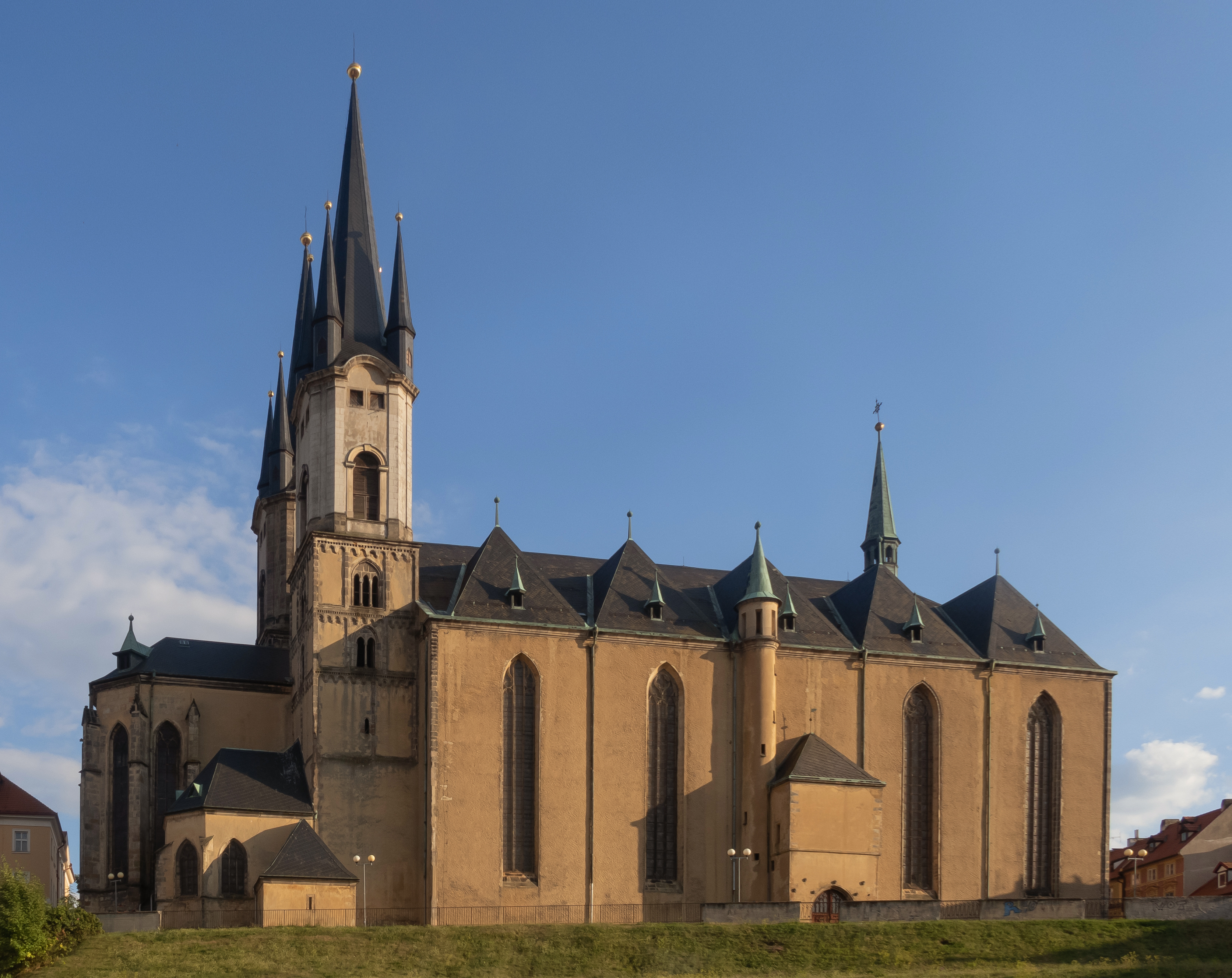
Sint Nikolaaskerk

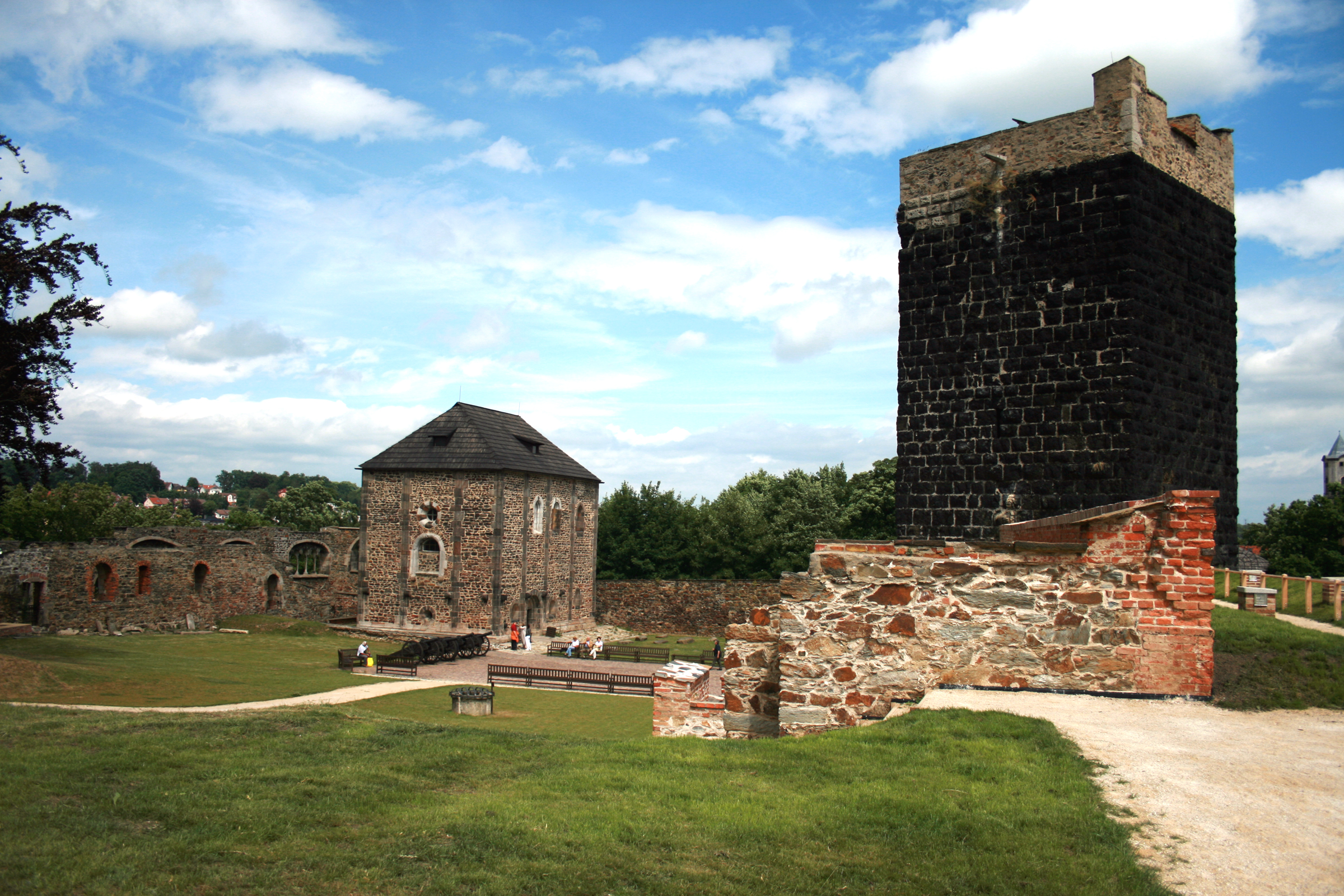
Kasteel Cheb

Onder de naam Egire werd deze plaats in 1061 voor het eerst schriftelijk vermeld. In 1125 richtten Beierse markgraven er de Vohburg op, die in 1167 bezit werd van de Duitse keizer Frederik Barbarossa. De huidige keizerlijke burcht stamt uit deze tijd. De keizer verleende ter plaatse aan handelslieden vestigingsrechten en in 1179 zouden zij onder Neurenberger stadsrecht een autonoom stadsbestuur inrichten. De soevereiniteit ging over op de koning van Beieren en deze verpandde de stad in 1322 aan de koning van Bohemen, die de stedelijke autonomie gaandeweg introk. Daardoor werd de stad losgemaakt uit gezelschap van vrije Duitse rijkssteden. Het is altijd onduidelijk gebleven of het pand werd ingelost.
In de tijd van de Hussietenrevolutie sloot de stad zich in de 15de eeuw aan bij de koningsgezinde katholieke partij. De overgang van de burgerij tot het lutheranisme werd na 1626, toen de Habsburgers het koningschap van Bohemen aan zich hadden getrokken, met de contrareformatie weer ongedaan gemaakt. In 1634 vond in Eger de moord op Albrecht von Wallenstein, Habsburgs veldheer, plaats.
De stad ontwikkelde zich nadien weinig en kreeg nog de meeste economische impulsen van de hier gelegerde Oostenrijkse garnizoenen.
De politieke houding van de bevolking werd in de 19de eeuw Duits nationaal en uitgesproken anti-Tsjechisch. Na de Eerste Wereldoorlog voegde de Vrede van Saint Germain-en-Laye de stad bij het nieuwe Tsjechoslowakije en toen in november 1918 Tsjechische milities het nieuwe gezag wilden vestigen, werden ze door burgerwachten buiten de stad gehouden. Alleen de dreiging met een bombardement, kon de toegang forceren, waarna alsnog gewelddadigheden plaatsvonden en enkele doden vielen. Een plan om dit deel van Bohemen toch bij Duitsland te voegen, kreeg niet de instemming van alle verdragspartners, met name niet van Frankrijk.  
Volgens het Verdrag van München werd Duitsland toegestaan om het Sudetenland in te nemen en te annexeren en in oktober 1938 trok het Duitse leger de stad binnen. In maart 1945 werd het Duitse bestuur verdreven en tegelijk ook de bevolking, die volgens de Benešdecreten haar Tsjechoslowaaks staatsburgerschap verloor en onteigend werd. Zie Verdrijving van Duitsers na de Tweede Wereldoorlog. In 1954 'adopteerde' de Beierse stad Amberg de uit Cheb vertrokken Duitsers.
Voor de herbevolking kwamen Tsjechische emigranten uit het buitenland terug, maar ook Roma uit Slowakije werden hierheen gestuurd. In de omgeving van de stad werden veel dorpen echter niet meer bevolkt en daarom afgebroken.

## Bezienswaardigheden
- Ten noordwesten van de stad ligt de ruïne van Kasteel Cheb, de keizerlijke burcht uit de 12e eeuw. Vier bedienden van Wallenstein werden hier vermoord, enkele uren voordat hij zelf werd vermoord. Een deel van het kasteel is nu een museum.
- De Franciscanenkerk in het centrum van Cheb.
- Het Districtsmuseum Cheb (Krajské muzeum Cheb) bevindt zich in het 15e-eeuwse gotische gemeentehuis, waarinin Wallenstein werd vermoord.
- De Loretokapel Starý Hrozňatov, katholiek bedevaartsoord

## Verkeer
In Cheb liggen meerdere spoorwegstations, de belangrijkste daarvan is station Cheb, dat zorgt voor verbindingen met onder andere Karlsbad, Pilsen en Duitsland.

## Bekende inwoners

### Geboren
- Kaspar Schlick (1396 – 1449), ambtenaar van koning Sigismond van Bohemen en kanselier van het Heilige Roomse Rijk
- Johannes Widmann (ca. 1460 – 1498), wiskundige
- Johannes Sylvius Egranus (Johannes Wildenauer) (ca. 1480 – 1553), theoloog en humanist, vriend van Maarten Luther
- Balthasar Neumann (1687 – 1753), Barock architect
- Bernhard Adler (1753 – 1810), arts en stichter van het nabijgekegen kuurbad Franzensbad
- Karl Hermann Wolf (1862 – 1941), journalist en Duits politicus
- Hugo Zuckermann (1881 – 1914), Duits-joodse auteur
- Hans Hermann Adler (1891 – 1956), hoogleraar journalistiek in Heidelberg
- Rudolf Serkin (1903 – 1991), Tsjechisch-Amerikaans pianist
- Wilhelm Jobst (1912 – 1947), SS-Hauptsturmführer en kamparts Mauthausen
- Erich Riedl (1933 – 2018), lid Duitse Bondsdag
- Peter Glotz (1939 – 2005), lid Duitse Bondsdag
- Daniela Kolářová (1946), Tsjechisch toneelspeelster
- Zdenka Becker (1951), Slowaaks-Oostenrijks auteur en vertaler
- Pavel Nedvěd (1972), Tsjechische voetballer
- Martin Fenin (1987), Tsjechische voetballer

### Gestorven
- Albrecht von Wallenstein (1583 – 1634), militair leider tijdens Dertigjarige Oorlog

## Zustersteden
Cheb heeft de volgende zustersteden:
- Hof (Duitsland)
- Nizjni Tagil (Rusland)
- Rheden (Nederland)

Aš · 
Cheb · 
Dolní Žandov · 
Drmoul · 
Františkovy Lázně · 
Hazlov · 
Hranice · 
Krásná · 
Křižovatka · 
Lázně Kynžvart · 
Libá · 
Lipová · 
Luby · 
Mariënbad (Mariánské Lázně) · 
Milhostov · 
Milíkov · 
Mnichov · 
Nebanice · 
Nový Kostel · 
Odrava · 
Okrouhlá · 
Ovesné Kladruby · 
Plesná · 
Podhradí · 
Pomezí nad Ohří · 
Poustka · 
Prameny · 
Skalná · 
Stará Voda · 
Teplá · 
Trstěnice · 
Třebeň · 
Tři Sekery · 
Tuřany · 
Valy · 
Velká Hleďsebe · 
Velký Luh · 
Vlkovice · 
Vojtanov · 
Zádub-Závišín